# TetriNET
TetriNET ist ein Mehrspieler-Online-Tetris-Spiel für bis zu sechs Spieler, welches von St0rmCat 1997 entwickelt wurde und Teamspiel ermöglicht. Die letzte offizielle Version ist 1.13. St0rmCat entwickelte später auch TetriNET 2, welches verbesserte Grafik, weitere Typen spezieller Bausteine, zusätzliche Möglichkeiten sowie einen Hauptserver ermöglicht.

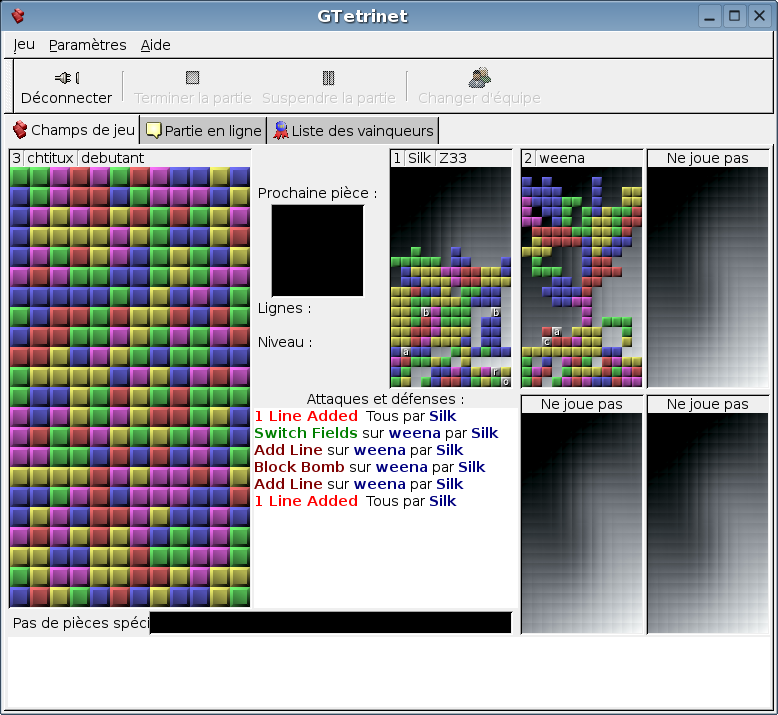
gTetrinet, Client für Linux

## Spielablauf
Der Spielablauf von TetriNET ist wie bei Tetris, mit dem Zusatz von speziellen Bausteinen. Nach dem Abräumen einiger Reihen können spezielle Bausteine auf dem Spielfeld des Spielers auftauchen. Wenn eine Reihe mit einem speziellen Baustein beseitigt wird, wird dieser in den Bestand des Spielers übernommen und der Spieler kann diesen auf sich oder einen anderen Spieler anwenden. Die speziellen Bausteine haben eine Reihe verschiedener Effekte, in TetriNET 1 gibt es neun verschiedene. Werden die speziellen Bausteine deaktiviert, spricht man von einem „reinen“ Spiel.
Viele Varianten wurden seit der Originalversion von TetriNET entwickelt, darunter der 7tetris-Modus („schaffe 7 Tetris so schnell du kannst“), der Überlebensmodus oder der schnelle Modus („räume in limitierter Zeit soviele Reihen wie möglich ab“).

### TetriFast 1.13
TetriFast ist eine modifizierte Version von TetriNET, bei der der 1-Sekunden-Abstand zwischen den Bausteinen entfernt wurde. Das benutzte Protokoll wurde ebenfalls geändert um die Benutzung auf normalen TetriNET-Servern zu verhindern.

### TetriFast 1.14
TetriFast 1.14 ist eine Variante von TetriFAST, die es den Spielern erlaubt, mit derselben Abfolge von Bausteinen zu spielen.

## Spezielle Bausteine
Eine der besonderen Eigenschaften von TetriNET neben der Mehrspieler-Online-Fähigkeit ist die Möglichkeit, einem Spiel „spezielle Bausteine“ hinzuzufügen, welche dazu benutzt werden können, gegnerische Felder zu stören oder auf Feldern von Teamspielern auszuhelfen. Ein Spieler bekommt diese speziellen Bausteine, indem er zunächst mindestens zwei Reihen abräumt, was bewirkt, dass ein zufälliger spezieller Baustein auf dem Spielfeld auftaucht. Räumt der Spieler nun eine Reihe ab, die einen solchen speziellen Baustein enthält, wandert der spezielle Baustein in den Bestand dieses Spielers. Von dort kann er diesen nun durch Drücken der Zahl (1–6) des Spielfelds, auf dem dieser eingesetzt werden soll, benutzen. Folgende Spezialsteine stehen zur Verfügung:
1. a = Add Line – Fügt eine nicht voll gefüllte Zeile ans untere Ende des Zielfeldes hinzu.
2. b = Clear Special Blocks – Wandelt alle Spezialsteine des Zielfeldes in normale Steine um.
3. r = Random Blocks Clear – Entfernt zufällige Steine aus dem Zielfeld, wodurch oftmals Lücken in Zeilen entstehen.
4. o = Block Bomb – Verursacht eine Explosion der Blockbomben im Zielfeld, wodurch umliegende Steine willkürlich auf dem Spielfeld verteilt werden.
5. q = Blockquake – Verursacht eine Verschiebung von Steinen für jede Zeile des Zielfeldes, wodurch ein Erdbeben ähnlicher Effekt entsteht.
6. c = Clear Line – Löscht die unterste Zeile auf dem Zielfeld.
7. g = Block Gravity – Verursacht, dass alle Steine nach unten in die eventuell vorhandenen Lücken fallen. Zeilen, die dadurch komplett gefüllt werden, werden entfernt.
8. s = Switch Fields – Das eigene Spielfeld wird mit dem Zielfeld getauscht.
9. n = Nuke Field – Entfernt alle Steine vom Zielfeld.

Die Spezialsteine 1–5 sind negativ und werden normalerweise gegen den Gegner eingesetzt, die Spezialsteine 6–9 sind positiv und werden üblicherweise auf das eigene Feld angewendet.